# In This Life (bài hát của Collin Raye)
"In This Life" là một bài hát do Mike Reid và Allen Shamblin sáng tác, và thu âm bởi ca sĩ nhạc đồng quê người Mỹ, Collin Raye.

## Bảng xếp hạng

### Bảng xếp hạng
| Bảng xếp hạng (1992)                  | Vị trí cao nhất |
| ------------------------------------- | --------------- |
| Canada Country Tracks (RPM)           | 1               |
| Hoa Kỳ Adult Contemporary (Billboard) | 21              |
| Hoa Kỳ Hot Country Songs (Billboard)  | 1               |

### Bảng xếp hạng cuối năm
| Bảng xếp hạng (1992)         | Vị trí |
| ---------------------------- | ------ |
| Canada Country Tracks (RPM)  | 43     |
| US Country Songs (Billboard) | 22     |

## Bản của Westlife
Ban nhạc Ireland Westlife trình bày một phiên bản của bài hát trong album năm 2005 của họ Face to Face.